# Gerd Lobin
Gerd Lobin (* 22. August 1925 in Berlinchen; † 14. Dezember 2008 in Hanau) war ein deutscher Journalist und Autor von Jugendbüchern.
Lobin war als Journalist zunächst für den Hanauer Anzeiger, später für die Frankfurter Allgemeine Zeitung tätig. Als Jugendschriftsteller schrieb er Kriminalgeschichten, Sportbücher und Abenteuerromane. Letztere spielen unter anderem in der Wikingerzeit.

## Werke (Auswahl)
- Mittelstürmer Thomas Bruckner, München: F. Schneider, 1965
- Mit Kolumbus nach Amerika, Würzburg: Arena, 1991, 1. Aufl.
- Drachen nach Drontheim, Esslingen: Schreiber, 1982
- Der Sohn des Seekönigs, Esslingen: Schreiber, 1981
- Bob ist in Gefahr, München, Wien: F. Schneider, 1979
- Thomas ist grosse Klasse, München, Wien: F. Schneider, 1975
- Rolf wird Leichtathlet, München: F. Schneider, 1963
- Die Klassen-Elf will Meister werden, München: F. Schneider, 1958

## Auszeichnungen
- August-Gaul-Plakette der Stadt Hanau (1995)